# Vladimir Kulich
Vladimir Kulich est un acteur tchèque né le 14 juillet 1956 à Prague, en Tchécoslovaquie.

## Filmographie

### Cinéma
- 1994 : Crackerjack : Stephan
- 1994 : Le Scorpion rouge 2 (Red Scorpion 2) : Hans
- 1994 : Necronomicon (H.P. Lovecraft's: Necronomicon) film de Brian Yuzna, Christophe Gans et Shūsuke Kaneko : Villager (partie 1)
- 1995 : Decoy (en) : Daniel
- 1995 : Deceptions II: Edge of Deception : Allan Stadler
- 1996 : Crash : Floyd Bracco
- 1998 : Orage de feu (Firestorm) : Karge
- 1999 : Le 13e Guerrier (The 13th Warrior) : Buliwyf / The 1st Warrior
- 2000 : Séisme imminent (Ground Zero) : Bateman
- 2003 : Silence : Josef
- 2011 : Le Sang des Templiers (Ironclad) de Jonathan English : Tiberius
- 2014 : Equalizer (The Equalizer) d'Antoine Fuqua : Vladimir Pushkin
- 2017 : Savane Dog

### Télévision
- 1989 : MacGyver
  - (saison 4, épisode 10 Fraternité de voleurs) : Hans Kreese
  - (saison 5, épisodes 1 La légende de la Rose Sacrée (1/2)) : Mammon
  - (saison 5, épisodes 2 La légende de la Rose Sacrée (2/2)) : Mammon
- 1990 : Le Grand Tremblement de terre de Los Angeles (The Big One: The Great Los Angeles Earthquake) (TV) : William De Bruin
- 1992 : Highlander (TV)
- 1995 : X-Files, saison 2, épisode Le Vaisseau fantôme : Olafsson
- 1996 : Destination inconnue (Pandora's Clock) (TV)
- 2003 : Angel (série TV) : La Bête
- 2013 : Vikings  : Erik

### Jeux vidéo
- 2011 : The Elder Scrolls V: Skyrim : Ulfric Sombrage